# Çlirim Ceka
Çlirim Naim Ceka (ur. 2 lutego 1945 w Elbasanie) – albański malarz i grafik.

## Życiorys
Był jednym z czwórki dzieci Naima Ceki i bratankiem znanego archeologa Hasana Ceki. Po ukończeniu szkoły w Elbasanie kontynuował naukę w liceum artystycznym Jordan Misja w Tiranie. W latach 1963–1967 studiował w Instytucie Sztuk w Tiranie. Pracę dyplomową poświęcił robotnikom fabryki traktorów w Tiranie. Po ukończeniu studiów pracował jako ilustrator w wydawnictwie Naim Frashëri, a także prowadził zajęcia z grafiki dla studentów w Instytucie Sztuk. W latach 1975–1985 pracował jako projektant w przedsiębiorstwie Migjeni w Tiranie. W 1998 Ceka wraz z rodziną wyemigrował do Grecji. Mieszka w Salonikach, gdzie nadal tworzy. Twórczość Ceki w okresie greckim obejmuje głównie abstrakcyjne formy graficzne, inspirowane albańskim folklorem.

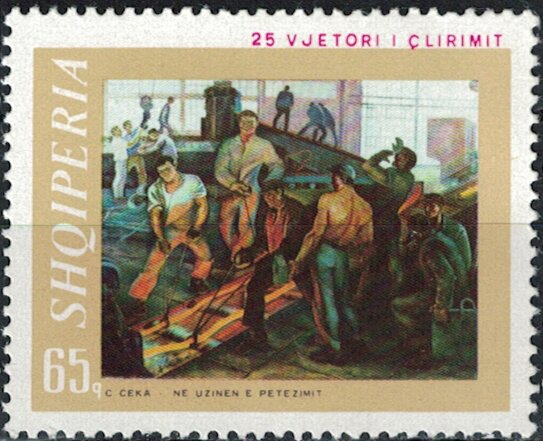
C. Ceka, W stalowni (1969)

## Twórczość
W dorobku artysty dominują sceny rodzajowe utrzymane w stylistyce realizmu socjalistycznego, obrazujące pracę robotników w zakładach metalurgicznych. Największą kolekcją 21 dzieł artysty dysponuje Narodowa Galeria Sztuki w Tiranie, pojedyncze obrazy Ceki znajdują się w galeriach Elbasanu, Lushnji i Wlory. Oprócz obrazów dorobek Ceki obejmuje także bogatą kolekcję grafik i projekty okładek książek. Prace Ceki były wielokrotnie eksponowane poza granicami Albanii w ramach wystaw zbiorowych współczesnej sztuki albańskiej (Pekin, Aleksandria, Paryż, Graz, Saloniki).